# Theridion nudum
Theridion nudum là một loài nhện trong họ Theridiidae.
Loài này thuộc chi Theridion. Theridion nudum được Herbert Walter Levi miêu tả năm 1959.